# Antiblemma barine
Antiblemma barine är en fjärilsart som beskrevs av William Schaus 1914. Antiblemma barine ingår i släktet Antiblemma och familjen nattflyn. Inga underarter finns listade i Catalogue of Life.